# TransPak
Die TransPak AG ist ein deutscher Verpackungsmittelgroßhändler mit Hauptsitz im mittelhessischen Oberbiel. Gegründet wurde das Unternehmen 1975 mit dem Geschäftsführer Dieter Gaul. TransPak hat sich in der Zwischenzeit zu einem der größten Arbeitgeber in Solms entwickelt.

## Geschichte
1975 wurde die TransPak GmbH als Ein-Produkt-Spezialist mit drei Mitarbeitern gegründet. Das Unternehmen begann mit dem Vertrieb von Holzcontainern für US-Speditionen. Im Jahr 1985 bezog die TransPak GmbH ihr erstes eigenes Büro- und Lagergebäude in Wetzlar-Garbenheim und erweiterte ihr Sortiment um Haushaltsgut-Kartonagen für US- und Möbelfachspediteure. Ein Jahr später begann das Unternehmen mit dem Aufbau eines eigenen Fuhrparks und erweiterte 1988 seine Geschäftsfelder als Systemanbieter für Industrie und Handel.
Mit der Gründung der ersten Niederlassungen in Sachsen und Bayern investierte das Unternehmen in den Aufbau eines bundesweiten Vertriebs- und Standortnetzes. 1993 startete das Unternehmen in den Versandhandel mit dem ersten Katalog. Dieser hatte einen Umfang von 48 Seiten und eine Auflage von 10.000 Exemplaren. Mit dem Kauf des Lager- und Logistikgeländes in Solms-Oberbiel 1996 wuchs das Unternehmen weiter und bezog sein neues Verwaltungsgebäude in Solms-Oberbiel. Im Jahr 2000 wurde TransPak zur AG: Den Vorstand bildeten die Gesellschafter Dieter Gaul und Markus Jürgens. 2007 wurde der Vorstand mit Hans-Peter Weufen ergänzt und 2010 wechselte Dieter Gaul vom Vorstand in den Aufsichtsrat der AG.
Der Jahresumsatz 2011 lag bei ca. 86 Mio. Euro, was nicht zuletzt an der Modernisierung des Versandzentrums und der Erweiterung des LKW-Fuhrparks lag. TransPak beschäftigte im Jahr 2012 ca. 320 Mitarbeiter, davon 40 im Außendienst und hatte inzwischen 18 Standorte mit 12 eigenen Lagern (15 in Deutschland und 3 im Ausland).
2015 feierte die TransPak AG 40-jähriges und der Standort Döbeln sein 25-jähriges Firmenjubiläum. Der Jahresumsatz lag bei ca. 100 Mio. Euro. Im darauf folgenden Jahr wurde in der Schweiz der Standort Bremgarten mit eigenem Außendienst eröffnet. 2017 wurde der Vorstand durch Tobias Wenninger ergänzt. Im Jahr 2019  begann der Ausbau des Standortes in Döbeln mit dem Bau einer neuen Lagerhalle, welche 2020 fertig gestellt wurde. Auch am Standort Solms wird der Lagerplatz erweitert. 2020 gab es den Spatenstich zum Bau des neuen Zentrallagers in Solms. Außerdem feiert der Hauptsitz in Solms sein 45-jähriges und der Standort Hamburg/Barsbüttel sein 25-jähriges Jubiläum. Eröffnung einer weiteren Vertriebsniederlassung in Garbsen. 2021 wurde das neue Zentrallager eröffnet und in Betrieb genommen. Dr. Martin Eisenhut wechselte im Juli 2023 vom Aufsichtsrat in den Vorstand und ist dort nun neuer Vorstandsvorsitzender. Im Mai 2023 wurde die TransPak-Gruppe FSC®-zertifiziert.

## Produkte
- Nachhaltige Verpackungslösungen (bei komplexen Anforderungen) für mittlere und große Unternehmen
- Verpackungsbelieferung von Möbelfach- und Überseespediteuren
- Vertrieb von standardisierten Verpackungen in Groß- und Kleinmengen über Katalog und Onlineshop
- After-Sales-Service von Verpackungsmaschinen
- Logistikservice
- eProcurement

## Standorte/Niederlassungen
- Zentrale: Solms
- Niederlassungen in Deutschland: Berlin, Döbeln[8], Empfingen, Staufenberg (Göttingen)[9], Barsbüttel (Hamburg), Hannover, Kaiserslautern, Köln, Odelzhausen (München), Nürnberg, Werne[10]
- Ausland: Österreich (Wien), Schweiz (Ramsen), Tschechien (Rudná u Prahy)